# Utrwalacz zapachu
Utrwalacz zapachu (fiksator) – składnik kompozycji zapachowych, np. perfum, który zmniejsza lotność innych składników mieszaniny, decydujących o jej zapachu, dzięki czemu zmiany rodzaju zapachu i intensywności wrażenia są wolniejsze. 
Jako utrwalacze stosuje się różnorodne syntetyczne związki chemiczne o małej prężności pary lub substancje pochodzenia naturalnego, m.in.:
- żywice i balsamy, np. styraks,
- substancje pochodzenia zwierzęcego, np.: piżmo, cywet, ambra, kastoreum,
- przetworzone ekstrakty z części roślin i substancji pochodzenia zwierzęcego,
- syntetyczne alkohole lub estry, np. heksanol, ftalan dwuetylowy, estry benzylowe kwasu salicylowego lub kwasu benzoesowego i inne
- aromatyczne substancje krystaliczne, np. heliotropina, wanilina, piżmo syntetyczne.